# Johann Reikerstorfer
Johann Reikerstorfer (* 12. Juni 1945 in Ybbs an der Donau) ist ein österreichischer Philosoph und katholischer Fundamentaltheologe.

## Leben
Nach einem Studium der Philosophie und Theologie in St. Pölten, Wien und Löwen habilitierte er sich 1977 im Fach Fundamentaltheologie. Als Priester ist er in der Diözese St. Pölten inkardiniert.
Von 1979 bis zu seiner Emeritierung im Herbst 2011 war Reikerstorfer ordentlicher Professor für Fundamentaltheologie und Apologetik an der Universität Wien. Von 1989 bis 1991 und von 1993 bis 1995 war er zugleich Dekan der Katholisch-Theologischen Fakultät dieser Universität. Als eigenständiger Denker von Rang, aber auch in Zusammenarbeit mit Erich Heintel, Joseph Pritz und Johann Baptist Metz hat er zahlreiche philosophische und theologische Publikationen verfasst.
2012 wurde Reikerstorfer das Große Silberne Ehrenzeichen für Verdienste um die Republik Österreich verliehen. 2020 erhielt er das Goldene Doktordiplom der Universität Wien,

## Publikationen
- Offenbarer Ursprung. Eine Interpretation der Anthropologie Carl Werners. (= Wiener Beiträge zur Theologie 32), Wien 1971.
- Zum Offenbarungsbegriff Anton Günthers. In: Sacerdos et Pastor semper ubique. FS zum 40-jährigen Priesterjubiläum Prälat Univ.-Prof. Dr. Franz Loidl (= Veröffentlichungen des Kirchenhistorischen Instituts der Katholisch-theologischen Fakultät der Universität Wien 13) Wien 1972, S. 125–137.
- Zur Frage nach dem Motiv der Schöpfung bei Anton Günther. In: E. Mann (Hrsg.): Erbe als Auftrag. Zur Theologie- und Geistesgeschichte des 19. Jahrhunderts. Joseph Pritz zum 60. Geburtstag (= WBTh 40) Wien 1973, S. 205–243.
- Die zweite Reflexion. Über den Begriff der Philosophie bei Anton Günther. Wien 1974 (phil. Diss. Mschr.).
- Kritik der Offenbarung. Die „Idee“ als systemtheoretisches Grundprinzip einer Offenbarungstheologie: Anton Günther in Begegnung mit Johann Sebastian von Drey. Wien 1977 (theol. Habil.-Schr. Mschr.)
- Anton Günther (1783–1863) und seine Schule. In: E. Coreth, W. Neidl, G. Pfligersdorffer (Hrsg.): Christliche Philosophie im katholischen Denken des 19. und 20. Jahrhunderts. Graz 1987, S. 266–284.
- Carl Werner (1821–1888). In: E. Coreth, W. Neidl, G. Pfligersdorffer (Hrsg.): Christliche Philosophie im katholischen Denken des 19. und 20. Jahrhunderts. Graz 1987, S. 329–340.
- Politische Theologie als „negative Theologie“. Zum zeitlichen Sinn der Gottesrede. In: ders.: Vom Wagnis der Nichtidentität. Münster 1988, S. 11–49.
- „Im Theodizeeblick“: Die neue Politische Theologie von Johann Baptist Metz. In: Theologien der Gegenwart. Darmstadt 2006, S. 142–155.
- Jüdisch-christliches Erbe in vernunfttheoretischer Bedeutung bei J. Habermas und J.B. Metz. In: Orientierung 70 (2006), S. 31–34.
- Johann Baptist Metz (in Zusammenarbeit mit J. Reikerstorfer): Memoria passionis. Ein provozierendes Gedächtnis in pluralistischer Gesellschaft. Freiburg i.Br. 2006.
- Johann Reikerstorfer, Josef Kreiml (Hrsg.): Suchbewegungen nach Gott. Der Mensch vor der Gottesfrage heute. Frankfurt/M. 2007.
- Weltfähiger Glaube. Theologisch-politische Schriften. Münster 2008.
- Vom Totalexperiment des Glaubens. Beiträge zur Logik christlicher Gottesrede. Frankfurt a. M. 2008.